# 特维斯特湖
特维斯特湖（德語：Twistesee）是德国黑森州瓦尔代克-弗兰肯贝格县特维斯特河上的一个水庫，兼调节流量、发电和旅游休闲功能。总库容为910万立方米，夏季水面面积76公顷，蓄水量470万立方米，至冬季融雪前，水平面会下降2米。

## 位置
特维斯特湖位于德国黑森州瓦尔德克-弗兰肯贝格县巴特阿羅爾森市，位于卡塞爾市西偏北方向约30公里。特维斯特河流经黑森州和北威州，长约40.8千米，是迪默爾河最重要的一条支流。

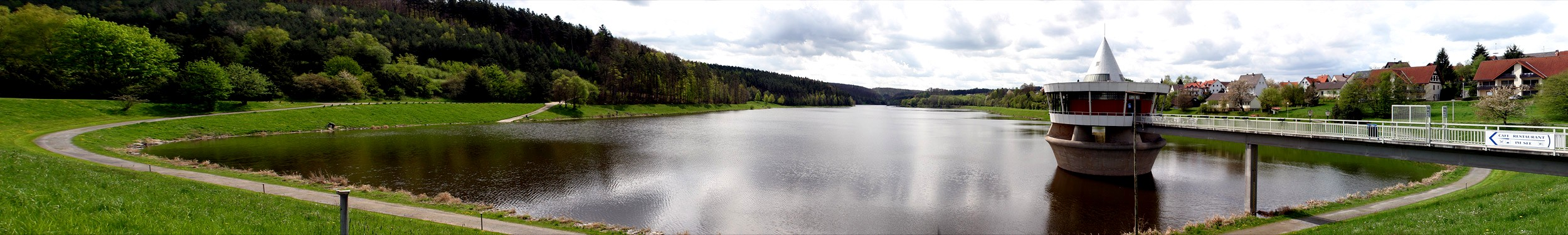
特维斯特湖全景图

## 功能
1920年代人们就想在特维斯特河谷建一座水库，但因技术原因而被迫放弃。1965年7月该地区发生了洪水，造成了巨大经济损失，于是该计划被重新考虑。1969年，黑森州迪默爾河水利协会（德语：Hessischer Wasserverband Diemel）设计了迪默爾河的防洪工程。
特维斯特大坝于1971年秋开始建造，1974年首次截流，1977年开始尝试蓄水。1980年冬天，水库排水后加固堤岸，1981年春正式完工。工程造价3750万德国马克，95%由黑森州出资，阿羅爾森市出资5%。水坝建成后长280米，高22米，坝顶路面允许行人通过。坝体内有一个小型发电装置，装机功率70千瓦，由黑森州迪默爾河水利协会管理。
2015在沙滩上新建了咖啡馆、商店等设施。在特维斯特湖上以及周边，可以进行钓鱼、羽毛球、热气球、划船、滑冰、自行车、滑翔机、高尔夫球等活动。环湖道路长约7公里。

### 书籍
- Peter Franke, Wolfgang Frey: Talsperren in der Bundesrepublik Deutschland. DNK – DVWK 1987, ISBN 3-926520-00-0
- Staiber, Karl: Beobachtungen am Haubentaucher (Podiceps cristatus) im NSG Twistevorsperre (Kreis Waldeck-Frankenberg): mit Tab. – in: Vogelkundliche Hefte Edertal für den Landkreis Waldeck-Frankenberg, ISSN 0178-0239 (1989), 15, S. 70–72